# Creola (Suriname)
Creola is een plaats in het district Saramacca in Suriname. Het ligt aan de Saramaccarivier, ten zuiden en stroomopwaarts ten opzichte van Uitkijk.

## Geschiedenis
Creola is oorspronkelijk de afkorting van Creools Landbouw Comité en werd van april 1934 tot juli 1936 gesticht als landbouwnederzetting voor werkloze creolen. Een drijvende kracht achter de stichting van het dorp was gouverneur Johannes Kielstra, ten tijde van de wereldwijde economische crisis. In Nederland bracht Kielstra Creola naar voren als geslaagde aanpak van de stichting van een Nieuw Holland in Suriname.
In 1974 legde premier Henck Arron de eerste steen van het gemeenschapshuis tijdens het veertigjarig bestaan van het dorp.

## Waterhuishouding
Kielstra noemde bij de stichting van Creola de bereikbaarheid en de waterhuishouding als knelpunten. Om aan de problematische waterhuishouding tegemoet te komen, werd in 1953 een nieuw gemaal in Creola in gebruik genomen. De plechtigheid werd voltrokken door de echtgenote van minister Langguth Oliviera van LVV.
In 2010 speelden in deze regio problemen met wateroverlast door een breuk van een waterkerende dam. In Creola staan twee sluizen om de invloeden van eb en vloed tegen te gaan. In 2015 functioneerden deze niet naar behoren, waardoor er opnieuw sprake was van wateroverlast.
In september 2016 ontvouwde de regering-Bouterse II de plannen voor 2017 waarmee ook de voortdurende wateroverlast in Creola zou worden aangepakt. Niettemin was er in Creola in 2018 en opnieuw in 2019 sprake van wateroverlast. Tijdens de overstromingen in Suriname van 2022 werd ook Creola weer getroffen. Enkele gezinnen van wie hun huizen waren overstroomd werden overbracht naar tenten naast de OS Uitkijk. Een delegatie van de regering-Santokhi maakte hierna een werkbezoek aan het dorp en sprak over de noodzaak om te komen tot structurele maatregelen tegen de terugkerende wateroverlast.